# Orchestra di liscio
L'orchestra di liscio è una formazione musicale con un organico abbastanza ridotto che esegue un repertorio prevalentemente composto da brani di ballo liscio.
Essa trova le sue origini nell'orchestra sinfonica, da cui prende parte del repertorio (valzer, polka, mazurka), e nei complessi bandistici.

## Storia

### 1900-1970
L'orchestra di liscio nasce a cavallo tra la fine dell'Ottocento e i primi anni del Novecento col diffondersi del liscio nei piccoli centri abitati. Essa è diretta derivazione dell'orchestra da ballo e la formazione iniziale è molto ridotta e spesso formata da uno strumento d'accompagnamento (per esempio chitarra), uno strumento solista (per esempio clarino, saxofono o violino) e uno strumento misto che permettesse sia l'accompagnamento che la parte solista (per esempio fisarmonica).
Possiamo considerare l'orchestra Casadei (fondata nel 1928 da Secondo Casadei) il primo esempio di orchestra di liscio.
Con il miglioramento dell'amplificazione e l'arrivo dall'America di nuovi strumenti l'organico delle orchestre aumenta includendo batteria, chitarra basso, banjo e un cantante.

### Anni '80
Negli anni '80 l'organico delle orchestre di liscio è abbastanza corposo, fino a 12 elementi, tanto da poterlo dividere in parte ritmica e solisti. Un organico completo era formato da: (per la parte ritmica) chitarra basso, chitarra, batteria; (per la parte solista) primo e secondo sassofono oppure primo e secondo clarinetto, fisarmonica, cantante maschile e femminile, tastiera o pianoforte, il violino stava invece scomparendo.
L'arrivo della discomusic mina la diffusione dei complessi di liscio, quanto quella delle orchestra da ballo, a causa dei costi più bassi e la maggior fedeltà all'originale della musica registrata.
Per sopperire a questa crisi nascono alcuni complessi ibridi che propongono sia musica di genere liscio sia musica da ballo. Questa fusione porta alla nascita di complessi che si autodefiniscono orchestra spettacolo.

### Anni '90
Le nuove orchestre di liscio non riescono a superare la crisi e ormai, anche a causa dei nuovi gusti musicali, confluiscono nelle nuove orchestre spettacolo le quali propongono repertori molto vasti composti da: liscio, musica leggera italiana, discomusic, balli di gruppo, balli latino-americani.
Inoltre tendono a ridurre il loro organico sostituendo ai musicisti tracce audio pre-registrate, le cosiddette "basi".

### Anni 2000
Negli anni successivi al 2000 nascono alcuni nuovi complessi che raccolgono l'eredità lasciata dalle orchestre da ballo. Essi sono le cover band che gradualmente si sostituiscono alle orchestre spettacolo influenzandone in parte anche il repertorio.
Si assiste anche ad un progressivo recupero del liscio delle origini: nascono alcune formazioni che ripropongono i brani nella loro stesura originale.